# ПЕН-клуб

Історичний (минулий) логотип Пен-клубу

«ПЕН-клуб» (International PEN, PEN Club) — міжнародна неурядова організація, яка об'єднує професійних письменників, редакторів і перекладачів. Був створений з метою сприяння дружбі й інтелектуальній співпраці письменників всього світу; акцентує увагу на ролі літератури в розвитку взаєморозуміння і світової культури; бореться за свободу слова; діє як потужна сила в захисті прав письменників, яких садять до в'язниці, а деколи і вбивають за їх погляди. Це одна з найстаріших організацій, яка бореться за права людини, і одна з найстаріших міжнародних письменницьких організацій. Назва клубу — ПЕН — це абревіатура від англійських слів «Poets, Playwrights, Essayists and Novelists» — «поети, драматурги, есеїсти, романісти», які утворюють слово «пен» (англ. PEN) — ручка для писання. Тепер охоплює також представників інших жанрів, таких як журналісти й історики.
ПЕН-клуб є неполітичною, недержавною організацією, яка перебуває в формальних консультаційних зв'язках з ЮНЕСКО і має спеціальний консультативний статус в Економічній і Соціальній Раді ООН.
ПЕН-клуб засновано 5 жовтня 1921 року в Лондоні з ініціативи англійських письменників Кетрін Емі Доусон-Скотт і Джон Голсуорсі (останній став першим президентом клубу). Першими членами ПЕН-клубу стали письменники Джозеф Конрад, Бернард Шоу та Герберт Веллс.
Наступними президентами ПЕН-клуба були Моравіа Альберто, Генріх Белль, Міллер Артур, Маріо Варгас Льйоса, Їржі Груша. Теперішнім президентом є Дженіфер Клемент (англ. Jennifer Clement).
З 1994 року у ПЕН-клубі існує есперантська секція, єдина секція штучної мови.
Міжнародний ПЕН-клуб складається зі 144 автономних національних ПЕН-центрів у 101 країні. Членство в ПЕН-клубі відкрито для всіх професійних письменників, незалежно від національності, мови, раси чи віросповідання.

## Історія
Перший ПЕН-клуб був заснований в Лондоні в 1921 році Кетрін Емі Доусон Скотт, а його першим президентом був Джон Голсуорсі. Серед його перших членів були Джозеф Конрад, Елізабет Крейг, Джордж Бернард Шоу і Х. Г. Уеллс.
Спочатку PEN розшифровувався як "Поети, есеїсти, новелісти", але тепер розшифровується як "Поети, драматурги, редактори, есеїсти, романісти", і включає письменників будь-якої форми літератури, таких як журналісти та історики.
Клуб встановив наступні цілі:
1. Сприяти інтелектуальній співпраці та порозумінню серед письменників;
2. Створити світову спільноту письменників, яка підкреслила б центральну роль літератури у розвитку світової культури;
3. Захистити літературу від багатьох загроз її виживанню, які створює сучасний світ.

Серед минулих президентів PEN International були Альберто Моравія, Генріх Бьолл, Артур Міллер, Маріо Варгас Льоса, Гомеро Аріджіс, Іржі Груша та Джон Ралстон Сол. Поточний президент - Дженніфер Клемент.

## Структура та статус
Штаб-квартира PEN International розташована в Лондоні і складається з автономних центрів PEN у понад 100 країнах світу, кожен з яких відкритий для письменників, журналістів, перекладачів, істориків та інших, які активно займаються будь-якою галуззю літератури, незалежно від національності, раси, кольору шкіри, або релігія.
Це неурядова організація, яка має офіційні консультативні відносини з ЮНЕСКО та має спеціальний консультативний статус при Економічній та Соціальній Раді ООН.

## Статут
Хартія PEN базується на резолюціях, прийнятих на її міжнародних конгресах, і може бути коротко викладена таким чином:
PEN стверджує, що:
Література не знає кордонів і повинна залишатися спільною валютою для людей, попри політичні та міжнародні потрясіння. За будь-яких обставин, і особливо під час війни, твори мистецтва, вотчину людства в цілому, повинні залишатися недоторканими національною чи політичною пристрастю. Члени ПЕН завжди повинні використовувати той вплив, який вони мають на користь доброго розуміння та взаємоповаги між народами та людьми; вони зобов'язуються зробити все можливе, щоб розвіяти всю ненависть і відстояти ідеал єдиного людства, що живе в мирі та рівності в одному світі. PEN виступає за принцип безперешкодної передачі думки всередині кожної нації та між усіма націями, і члени зобов'язуються протистояти будь-якій формі придушення свободи вираження поглядів у країні та громаді, до якої вони належать, а також у всьому світі, де б це не було можливо.  ПЕН заявляє про вільну пресу та виступає проти свавільної цензури в мирний час. Організація вважає, що необхідне просування світу до більш високоорганізованого політичного та економічного порядку робить необхідною вільну критику урядів, адміністрацій та установ. І оскільки свобода передбачає добровільне обмеження, члени зобов'язуються протистояти такому злу вільної преси, як неправдива публікація, навмисна брехня та спотворення фактів для політичних та особистих цілей.      

## Український центр Міжнародного ПЕН-клубу
- 1989 року український поет Микола Вінграновський був обраний президентом Українського центру Міжнародного ПЕН-клубу[7].

- 1993 року український правозахисник та публіцист Євген Сверстюк був обраний президентом Українського центру Міжнародного ПЕН-клубу[8].

- 13 вересня 2010 року українське відділення міжнародного ПЕН-клубу очолив один із засновників Української Гельсінської групи український правозахисник, публіцист, релігієзнавець, філософ Мирослав Маринович. Таке рішення одностайно було прийнято на засіданні Українського ПЕНу в Києві[9][10].

- 10 вересня 2014 року українське відділення міжнародного ПЕН-клубу очолив український публіцист, письменник та науковець Микола Рябчук, який до цього був віце-президеном українського відділення[11].

- 1 серпня 2018 року виконавчим директором українського відділення міжнародного ПЕН-клубу стала Тетяна Терен[12].

## Комітет ув'язнених письменників
Комітет ув'язнених письменників PEN International працює від імені переслідуваних письменників у всьому світі. Створений у 1960 р. у відповідь на все частіші спроби замовкнути голоси інодумеців шляхом ув'язнення письменників, Комітет "Письменники у в'язниці" відстежує випадки близько 900 письменників, яких щороку саджали у в'язниці, катували, погрожували, нападали, змушували зникати, а також вбитих за мирну практику своєї професії. Комітет публікує дворічний Перелік справ, в якому зафіксовано порушення свободи вираження поглядів проти письменників з усього світу.  
Комітет також координує кампанії міжнародного членства в ПЕН, спрямовані на припинення цих атак та на боротьбу зі свободою вираження поглядів у всьому світі.
Комітет ув'язнених письменників PEN International є членом-засновником Міжнародної біржі свободи вираження поглядів (IFEX), глобальної мережі з 90 неурядових організацій, яка протидіє цензурі у всьому світі та захищає журналістів, письменників, користувачів Інтернету та інших, кого переслідують за здійснення своїх прав на свободу вираження поглядів.
Члени комітету також є членами моніторингової групи Тунісу (TMG) IFEX, коаліції з двадцяти однієї організації вільного самовираження, яка розпочала лобіювання уряду Тунісу з метою покращення стану прав людини у 2005 році. З часу подій "арабської весни", що призвели до краху уряду Тунісу, TMG працювала над забезпеченням конституційних гарантій свободи слова та прав людини всередині країни.
15 січня 2016 року PEN International приєднався до правозахисних організацій Freemuse та Міжнародної кампанії за права людини в Ірані разом із сімома іншими організаціями, протестуючи проти ув'язнення 2013 року та винесення вироку у 2015 році музикантам Мехді Раджабяну та Юсефу Емаді та режисеру Хоссейну Раджабіану, і закликав керівника судової влади та інших іранських влад зняти звинувачення проти них.
Головою цього комітету є Саліл Трипаті.  

## Учасники
- Гомеро Аріджіс, почесний президент;
- Кармен Арістегі;
- Маргарет Етвуд[20];
- Томас Г. Бергін;
- Генріх Бьолл;
- Хорхе Луїс Борхес;
- Марсело Мораес Каетано;
- J. M. Coetzee;
- Джозеф Конрад;
- Елізабет Крейг;
- Сідні Дарк;
- Герман Фрідманн;
- Надін Гордімер;
- Глорія Гардія;
- Робі Маколі;
- Томас Манн;
- Предраг Матвеєвич;
- Артур Міллер;
- Чарльз Ленгбридж Морган;
- Тоні Моррісон;
- Октавіо Пас;
- Гарольд Пінтер;
- Дж. К. Роулінг;[21]
- Майкл Скаммелл;
- Джордж Бернард Шоу;
- Мечислав Смоларський;
- Вільям Стайрон;
- Луїза Валенсуела;
- Х. Г. Уеллс
- Карл Тиг.